# Житков, Алексей Михайлович
Алексей Михайлович Житков (1 октября 1909, с. Никольское, Бронницкий уезд, Московская губерния, Российская империя — 11 ноября 1997) — передовик советского сельского хозяйства, председатель колхоза имени Тельмана Раменского района Московской области, Герой Социалистического Труда (1949).

## Биография
Родился 1 октября 1909 года в селе Никольское Бронницкого уезда Московской губернии, ныне Люберецкого района Московской области в русской семье крестьянина. Работал учителем истории в Чулковской восьмилетней школе Раменского района. С началом Великой Отечественной войны в 1941 году был мобилизован в ряды Красной Армии.
С марта 1942 года находился на фронтах Великой Отечественной войны. Политрук стрелковой роты. В составе 18-й стрелковой дивизии участвовал в обороне Сталинграда. 15 августа 1942 года получил тяжёлое ранение. После излечения в госпитале был комиссован. С 1944 года работал на должности освобождённого секретаря парторганизации колхоза имени Тельмана Раменского района. В 1947 году его избрали председателем животноводческого колхоза, который под его руководством стал одним из передовых хозяйств Московской области.
По итогам работы в 1948 году колхоз под руководством Житкова сумел получить от 33 коров по 5178 килограммов молока с содержанием 191 килограмма молочного жира в среднем от каждой коровы за год.
За получение высокой продуктивности животноводства в 1948 году Указом Президиума Верховного Совета СССР от 24 июня 1949 года Алексею Михайловичу Житкову было присвоено звание Героя Социалистического Труда с вручением ордена Ленина и золотой медали «Серп и Молот».
В дальнейшем продолжал трудовую деятельность. В 1959 году на базе колхоза был создан совхоз имени Тельмана. В 1964 году Житков был переведён на должность заместителя директора Томилинской птицефабрики Люберецкого района, где трудился до ухода на заслуженный отдых в 1972 году.
Алексей Михайлович избирался депутатом Московского областного Совета народных депутатов, а также депутатом Раменского районного совета и Чулковского сельсовета, а также был членом Президиума Мособлисполкома.
Проживал в деревне Чулково Раменского района Московской области. Умер 11 ноября 1997 года.

## Награды
За трудовые и боевые успехи удостоен:
- золотая звезда «Серп и Молот» (24.06.1949),
- орден Ленина (24.06.1949),
- Орден Трудового Красного Знамени (30.01.1957),
- Орден Отечественной войны II степени (11.03.1985),
- Медаль За отвагу,
- Медаль «За оборону Сталинграда»,
- Медаль «За победу над Германией в Великой Отечественной войне 1941—1945 гг.»,
- другие медали.